# Żuków (powiat sochaczewski)
Żuków – wieś w Polsce nad rzeką Bzurą położona w województwie mazowieckim, w powiecie sochaczewskim, w gminie Sochaczew. Ma status sołectwa.
| SIMC    | Nazwa   | Rodzaj    |
| ------- | ------- | --------- |
| 0738680 | Żukówka | część wsi |

10 czerwca 1294 r. w bitwie pod Żukowem (według innej relacji pod Trojanowem) zginął brat Władysława Łokietka – Kazimierz II łęczycki. Działo się to podczas pościgu za oddziałem litewskim księcia Witenesa uchodzącym z łupami po napadzie na Łęczycę, dokonanym 4 czerwca 1294 r.
20 maja 1350 r. pod Żukowem wojska polskie pod wodzą króla Kazimierza Wielkiego rozbiły wojska litewskie dowodzone przez księcia Kiejstuta. Wojska litewskie najechały Mazowsze pustosząc okolice. Siły polskie były znacznie silniejsze, więc Litwini nie mieli szans. Część najeźdźców zginęła w walce, a część zepchnięta na brzeg Bzury, utonęła w jej nurtach w czasie próby ucieczki.
Prywatna wieś szlachecka Żukowo położona była w drugiej połowie XVI wieku w powiecie gąbińskim ziemi gostynińskiej województwa rawskiego. W XVI w. wieś należała do rodziny Gawłowskich, szlachty z sąsiedniego Gawłowa. Pod koniec XVII w. Żuków posiadał Adam Franciszek Lasocki. Oddał on dobra synowi Antoniemu. W XVIII w. była w Żukowie siedziba wicestarosty grodu sochaczewskiego, byłego targowiczanina, prezesa sądu Apelacyjnego w Księstwie Warszawskim, senatora i kasztelana Królestwa Polskiego, Jerzego Bończy Skarżyńskiego. Folwarkiem w Żukowie na przełomie XIX i XX w. gospodarowali Chylewscy. Na początku XX w. stanowił własność Bolechowskich. Majątek posiadał Bolesław, syn Feliksa. Ożeniony był ze Stefanią Garbolewską herbu Sulima. W latach 1918–1945 Żuków stanowił własność Węgrzyckich.
Dwór został wzniesiony dla rodziny Chylewskich. W 1916 gruntownie został przebudowany. Po II wojnie światowej mieściła się w nim szkoła podstawowa. Wokół dworu znajdował się park zaprojektowany przez Waleriana Kronenberga ok. 1900 r. Przetrwał w stanie szczątkowym.
Niegdyś w skład dóbr Żuków wchodziły wsie Bibiampol, Helenka oraz Konary.
W 1827 r. było tu 21 domów i 278 mieszkańców, natomiast pod koniec XIX w. zanotowano 299 osób
W 1921 r. Żuków znajdował się w granicach gminy Chodaków składał się z wsi Żukówka – z 31 domami i 195 mieszkańcami (101 mężczyzn i 94 kobiet), wszyscy narodowości polskiej oraz folwarku Żuków z 1 domem i 6 mieszkańcami (3 mężczyzn i 3 kobiety), wszyscy narodowości polskiej.
W latach 1975–1998 miejscowość należała administracyjnie do województwa skierniewickiego.
Wieś do połowy lat 90. XX w. należała do parafii rzymskokatolickiej w Sochaczewie pw. św. Wawrzyńca, a obecnie w Sochaczewie-Chodakowie pw. św. Józefa Robotnika. Obecnie na terenie wsi znajduje się szkoła podstawowa, zbudowana w latach 60. XX w., piekarnia oraz kilka sklepów. Teren z charakteru rolniczego przekształca się powoli na działkowy. 22 maja 2009 roku Szkoła Podstawowa w Żukowie otrzymała imię polskiego króla – Kazimierza Wielkiego. Szkoła otrzymała wówczas sztandar.